# CAC CA-15
Il CAC CA-15, designato non ufficialmente anche CAC Kangaroo, era un caccia monomotore ad ala bassa realizzato dall'azienda australiana Commonwealth Aircraft Corporation (CAC) negli anni quaranta e rimasto allo stadio di prototipo.
Pur avendone cominciato lo sviluppo durante la seconda guerra mondiale ne venne realizzato un solo esemplare e benché dotato di ottime caratteristiche, tanto da risultare uno dei più veloci caccia a pistoni mai costruiti a livello mondiale, il progetto non entrò mai in produzione.

## Storia

### Sviluppo
Dopo aver realizzato il Boomerang, un caccia rivelatosi non all'altezza negli scontri diretti con gli avversari giapponesi, alla CAC si decise lo sviluppo di un più efficace velivolo da destinare a quel ruolo. La Royal Australian Air Force (RAAF) aveva appena cominciato a contare su velivoli di produzione nazionale e, benché a livello dirigenziale si preferisse puntare alla produzione su licenza di velivoli statunitensi, come il North American P-51 Mustang, si decise comunque di affrontare un progetto in tal senso. Inizialmente il CAC CA-15 avrebbe dovuto essere dotato di una versione sovralimentata del radiale Pratt & Whitney R-2800, ma data la sua indisponibilità si decise di utilizzare il britannico V12 Rolls-Royce Griffon. Il progetto proseguì lo sviluppo ad un ritmo molto lento, preferendogli il Mustang che risultava più economico da produrre perché non necessitava di tempo e di risorse economiche aggiuntive.
Il prototipo del CA-15, numero di serie 1 074 ed immatricolato A62-1001, venne completato nel febbraio 1946, effettuò le prove di rullaggio sulla pista dell'azienda a Fisherman Bend, Port Melbourne, (Victoria, Aus), il 12 febbraio ed il primo volo il successivo 4 marzo ai comandi del pilota collaudatore Jim Schofields.

### Impiego operativo
Consegnato alla RAAF per le prove di valutazione il 2 luglio 1946 dopo 16 ore e 35 min di volo in 23 distinti test, nel corso di successivi test rimase danneggiato a causa di un problema di pressione idraulica che impedì la completa apertura del carrello in fase di atterraggio. Venne inviato quindi all'azienda il 2 giugno 1947 per le riparazioni ma, a causa della priorità data alla produzione dei P-51, non venne riparato e riconsegnato alla RAAF che l'anno successivo, il 19 maggio 1948.
Durante questa fase il velivolo raggiunse, il 25 maggio successivo, la velocità di 802,2 km/h (502,2 mph) dopo una picchiata di 4 000 ft, mentre riuscì ad ottenere in volo orizzontale la velocità di 721 km/h (448 mph) a 8 047 m (26 400 ft).
Il progetto fu definitivamente cancellato il 1º maggio 1950 quando era evidente che oramai il futuro dei velivoli a pistoni era segnato ed il motore, che era stato prestato dalla Rolls-Royce, dopo la demolizione del velivolo-prototipo venne riconsegnato al proprietario.

## Descrizione tecnica

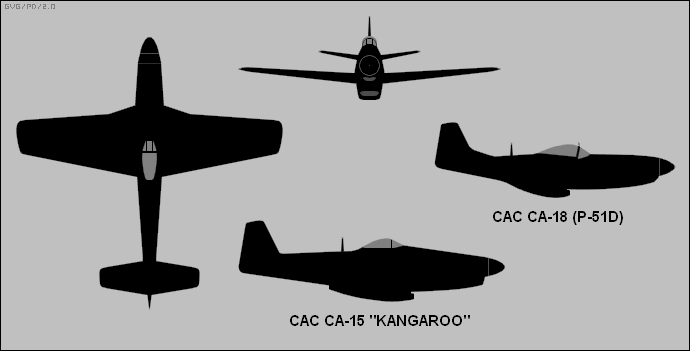
e differenze tra il CA-15 ed il CAC CA-18, il North American P-51D Mustang prodotto su licenza dall'azienda australiana (illustrazione di Greg Goebel)

Il CAC-15 era un velivolo dall'aspetto moderno che beneficiava dell'esperienza acquisita nella costruzione su licenza dei P-51 statunitensi dei quali ricordava l'aspetto. La fusoliera, come tutto il velivolo, era di costruzione metallica ed era caratterizzata da un muso allungato, un abitacolo singolo munito di tettuccio a bolla ed una coda dal tradizionale impennaggio a deriva singola di forma squadrata e grandi dimensioni. L'ala, montata bassa ed a sbalzo, integrava il carrello d'atterraggio anteriore, in configurazione triciclo classico, completamente retrattile verso l'interno, completato posteriormente da un ruotino d'appoggio anch'esso retrattile. La propulsione era affidata al britannico motore V12 Rolls-Royce Griffon 61 da 2 035 hp (1 518 kW), munito di compressore a tre stadi, abbinato da un'elica quadripala a passo variabile.

## Utilizzatori
Australia
- Royal Australian Air Force